# Luciana González Costa
Luciana González Costa (nascido em 29 de novembro de 1976, no Buenos Aires) é uma atriz argentina.

## Filmografia

### Cinema
| Ano  | Título               | Papel   | Notas       | Ref   |
| ---- | -------------------- | ------- | ----------- | ----- |
| 1996 | Sol de otoño         |         |             |       |
| 1997 | Escrito en el agua   | Clara   |             |       |
| 1999 | Vendado y frío       | Bárbara |             |       |
| 2000 | No muertos           | Sandra  |             | [ 4 ] |
| 2001 | El minuto 56         | Mariela | Filme curto |       |
| 2003 | Rosas rojas... rojas | Gladys  |             |       |
| 2003 | 1999                 | Natalia | Filme curto |       |

### Televisão
| Ano  | Título                     | Papel                    | Emissora   | Ref   |
| ---- | -------------------------- | ------------------------ | ---------- | ----- |
| 1998 | Como vos & yo              | Paloma                   | El Trece   | [ 5 ] |
| 2001 | Provócame                  | Lisa                     | Telefe     | [ 6 ] |
| 2002 | Los Simuladores            | Laura                    | Telefe     |       |
| 2003 | Costumbres argentinas      | Patricia "Pato" Pagliaro | Telefe     |       |
| 2004 | Cuentos clásicos de terror | Jorgelina                | América TV |       |
| 2004 | Jesús, el heredero         | Malena                   | El Trece   | [ 7 ] |
| 2004 | Floricienta                | Sofía                    | El Trece   |       |
| 2005 | Amor en custodia           | Laura Pacheco            | Telefe     |       |
| 2006 | Collar De Esmeraldas       | Roxana                   | Telefe     |       |
| 2006 | Casados con Hijos          | Carla                    | Telefe     |       |
| 2009 | Valientes                  | Yesica                   | El Trece   |       |
| 2012 | Los únicos                 | Mirka Novak              | El Trece   |       |
| 2013 | Sos mi hombre              | Marisa                   | El Trece   | [ 2 ] |
| 2014 | Somos familia              | Lola                     | Telefe     |       |